# ویکو هووینن
ویکو هووینن (فنلاندی: Veikko Huovinen؛ ‏ ۷ مهٔ ۱۹۲۷ – ۴ اکتبر ۲۰۰۹) نویسنده، رمان‌نویس و نمایشنامه‌نویس اهل فنلاند بود.
از فیلم‌هایی که وی در آن‌ها نقش داشته‌است، می‌توان به ناخن‌گیر سگ اشاره نمود.